# یخچال مارمولادا
یخچال مارمولادا (به ایتالیایی: Ghiacciaio della Marmolada) یک یخچال طبیعی در ایتالیا است که در Dolomites section of the Alps واقع شده‌است.